# 아랍 공화국 연방
아랍 공화국 연방(아랍어: اتحاد الجمهوريات العربية, ittiħād al-jumhūriyyāt al-`arabiyya, 영어: Federation of Arab Republics)은 리비아의 지도자였던 무아마르 알카다피가 범아랍주의 국가를 표방하며 리비아, 이집트, 시리아 세 나라를 합병하여 성립하려고 했던 연방이다.
1972년 7월 1일에 성립되었으며 1977년 7월을 기해 해체되었다. 1972년 3월에 실시된 국민투표에서는 세 나라 모두 찬성했지만 실제로는 합병에 대한 세 나라의 의견이 일치하지는 않았다.

## 같이 보기
- 아랍 연합 공화국
- 아랍 연방
- 아랍 합중국
- 아랍 이슬람 공화국